# Чуваки (фільм)
Чуваки — романтична комедія 2002 року.

## Сюжет
Студенти Дейв, Сем і Джеф — везучі хлопці і перші претенденти на звання «бакалаврів брехні й неробства». Завдяки хитрощам і відвертому нахабству ця «блискуча» трійця абияк провчилася чотири роки. Але тепер, перед останніми іспитами, друзям загрожує відрахування. А всьому провиною Ітан, що дізнався про витівки хлопців. Погрожуючи викриттям, Ітан готовий «зняти їх з гачка» лише за однієї умови: Дейв, Сем і Джеф допоможуть йому завоювати серце розумниці і красуні Анджели. Дейву здається, що він і його приятелі легко провернуть це діло. Але, побачивши Анджелу, Дейв закохується в неї. Тепер, щоб успішно закінчити коледж, друзям належить перехитрити Ітана.